# Hanaōgi
Hanaōgi de la maison Ōgiya (扇屋内花扇, Ōgiya-uchi Hanaōgi) est l'une des plus célèbres courtisanes du Japon de la fin du XVIIIe siècle.

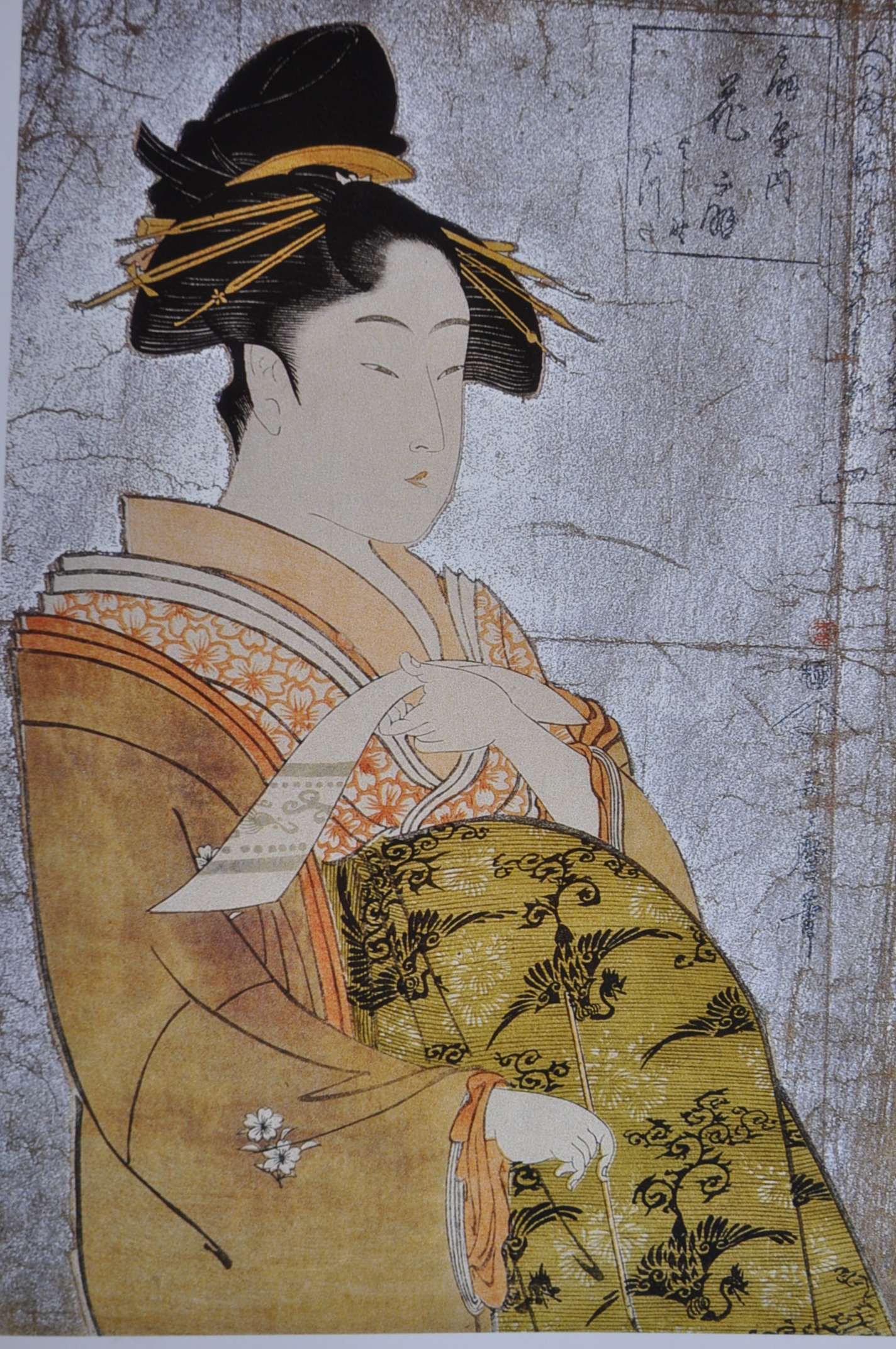
Kira-e, luxueuse estampe à fond micacé représentant l'oiran Hanaōgi (Utamaro, vers 1794).

Considérée comme l'une des plus belles femmes de son temps, Hanaōgi en est également l'ornement par sa culture, l'éclat de ses dons pour tous les arts et la loyauté de son caractère. On la considère alors comme l'une des femmes les plus remarquables du Japon, depuis la poétesse Ono no Komachi.
Le grand peintre ukiyo-e Utamaro fait son portrait à de nombreuses reprises. On lui prête d'ailleurs des relations assez intimes avec Hanaōgi.  